# Sant Julià del Montseny
Sant Julià del Montseny és una església del municipi de Montseny (Vallès Oriental) inclosa en l'Inventari del Patrimoni Arquitectònic de Catalunya.

## Descripció
De l'església primitiva d'una sola nau, consagrada el segle xii, encara se'n conserven restes abundants (campanar, etc.). Està feta de paredat, arrebossada i emblanquinada. La portada té un arc rebaixat amb motllura senzilla entre els muntants i l'arc fet en carreu. Té una fornícula amb la imatge de l'Assumpció de Maria de l'any 1954.
Porta la inscripció de la data de la construcció de la façana i de l'ampliació del temple, el 28 de març de 1767. Damunt del portal hi ha un ull de bou amb motllura senzilla, coronat per un floró i una bola al cim. Si bé havia estat arrebossada i emblanquinada, en l'actualitat el paredat es presenta nu de tot revestiment. Absis i quatre cossos amb voltes i llunetes.
El campanar del segle xii és de torre quadrada, de carreu i paredat. És l'element més clar de l'antiga església, ja que en ell trobem, sota el cos de les campanes, una arcuació cega a cada costat, composta per una sèrie de quatre petits arcs de mig punt; les dovelles i la clau són de petites dimensions. En els angles del sostre hi ha unes columnetes romàniques que podrien ser de l'antic campanar.

## Història
Sant Julià de Montseny està fet sobre una església primitiva, segle xii, de la que es conserven algunes coses. El testimoni més antic de la parròquia de Montseny el donà l'antiga ara romànica de l'altar de la capella de Sant Martí, que es pot datar a la fi del segle x o a l'inici del segle xi. L'actual església fou transformada i ampliada l'any 1767.